# Allosquilla varicosa
Allosquilla varicosa is een bidsprinkhaankreeftensoort uit de familie van de Tetrasquillidae. De wetenschappelijke naam van de soort is voor het eerst geldig gepubliceerd in 1930 door Komai & Tung.